# Jaskinia Taforalt
Jaskinia Taforalt także Grotte des Pigeons (arab. مغارة تافوغالت) – jaskinia nieopodal miejscowości Tafoughalt w Regionie Wschodnim we wschodnim Maroku. Stanowisko archeologiczne, gdzie odkryto artefakty typowe dla kultury iberomauruzyjskiej i aterskiej oraz liczne szkielety – prawdopodobnie najwcześniejszy cmentarz prehistoryczny w Afryce Północnej.
W 1995 roku jaskinia została wpisana na marokańską listę informacyjną UNESCO – listę obiektów, które Maroko zamierza rozpatrzyć do zgłoszenia do wpisu na listę światowego dziedzictwa UNESCO.

## Opis
Jaskinia leży we wschodnim Maroku w pobliżu miejscowości Taforalt, w masywie Béni Snassen – części zachodniego łańcucha gór Atlasu . Występują wapienie dolomitowe z okresu permu i triasu . Powstała w wyniku wtórnych procesów krasowych w strefie wcześniejszej martwicy wapiennej i zlepieńców . 
Duże wejście do jaskini znajduje się na północnym wschodzie , ma ok. 30 m szerokości i 15 m wysokości . Jaskinia ma ok. 55 głębokości, 31 m długości a jej tylna ściana jest szeroka na 12 m .

## Historia badań
Jaskinia została odkryta w 1908 roku . Główne prace badawcze prowadzono w latach 1944–1947, 1950–1955 i 1969–1977 . Badania z lat 40. XX w. nie zaowocowały publikacjami, dopiero francuski historyk Jean Roche (1913–2008), który prowadził tu prace w latach 50. i w 1969 roku, opublikował serię artykułów o znaleziskach . Dalej opisano sekwencję materiałów archeologicznych o grubości około 10 m, w której znaleziono artefakty typowe dla kultury iberomauruzyjskiej i kultury aterskiej . Odkryto tu muszelki mięczaków morskich Nassarius gibbosulus – zgromadzone w jaskini przez ludzi ok. 82 tys. lat temu i używane najprawdopodobniej jako koraliki .  
Odkryto tu również miejsca pochówku licznymi, dobrze zachowanymi szkieletami   . Jest to prawdopodobnie najwcześniejszy cmentarz prehistoryczny w Afryce Północnej , świadczący o bytności tutaj człowieka w okresie paleolitu. W 2018 roku przeprowadzono badania DNA szczątków ludzkich sprzed 15 tys. lat, stwierdzając ich genetyczne pokrewieństwo z populacjami z Bliskiego Wschodu i Afryki Subsaharyjskiej.
W 1995 roku jaskinia została wpisana na marokańską listę informacyjną UNESCO – listę obiektów, które Maroko zamierza rozpatrzyć do zgłoszenia do wpisu na listę światowego dziedzictwa UNESCO.